# Jeff Butcher
Jeff Butcher (ur. 25 listopada 1975 w Belleville, zm. 21 kwietnia 2018 w Konstancinie-Jeziornie) – kanadyjski tłumacz, dziennikarz oraz menadżer zamieszkały w Polsce, aktor amator.

## Życiorys
W Polsce mieszkał od 1995. Pracował m.in. jako dziennikarz Radia Olsztyn, dyrektor jednej z warszawskich szkół oraz dyrektor zarządzający w lubelskim browarze „Perła”. Przełożył na język angielski ścieżki dźwiękowe polskich filmów, m.in. Lejdis, Testosteron oraz Dom zły. Przez 5 lat był również osobistym korektorem Leszka Balcerowicza.
Jako aktor znany był przede wszystkim z roli amerykańskiego dyplomaty Jerry’ego Smitha z serialu Ranczo (2006–2009, 2011 i 2014–2015). Wystąpił także w amerykańskich produkcjach: Cradle Will Rock (1999) oraz Dziewczyna z marzeniami (2009).
Zmarł nagle 21 kwietnia 2018 w swoim domu w Konstancinie w wieku 42 lat.